# Joël Bouchard

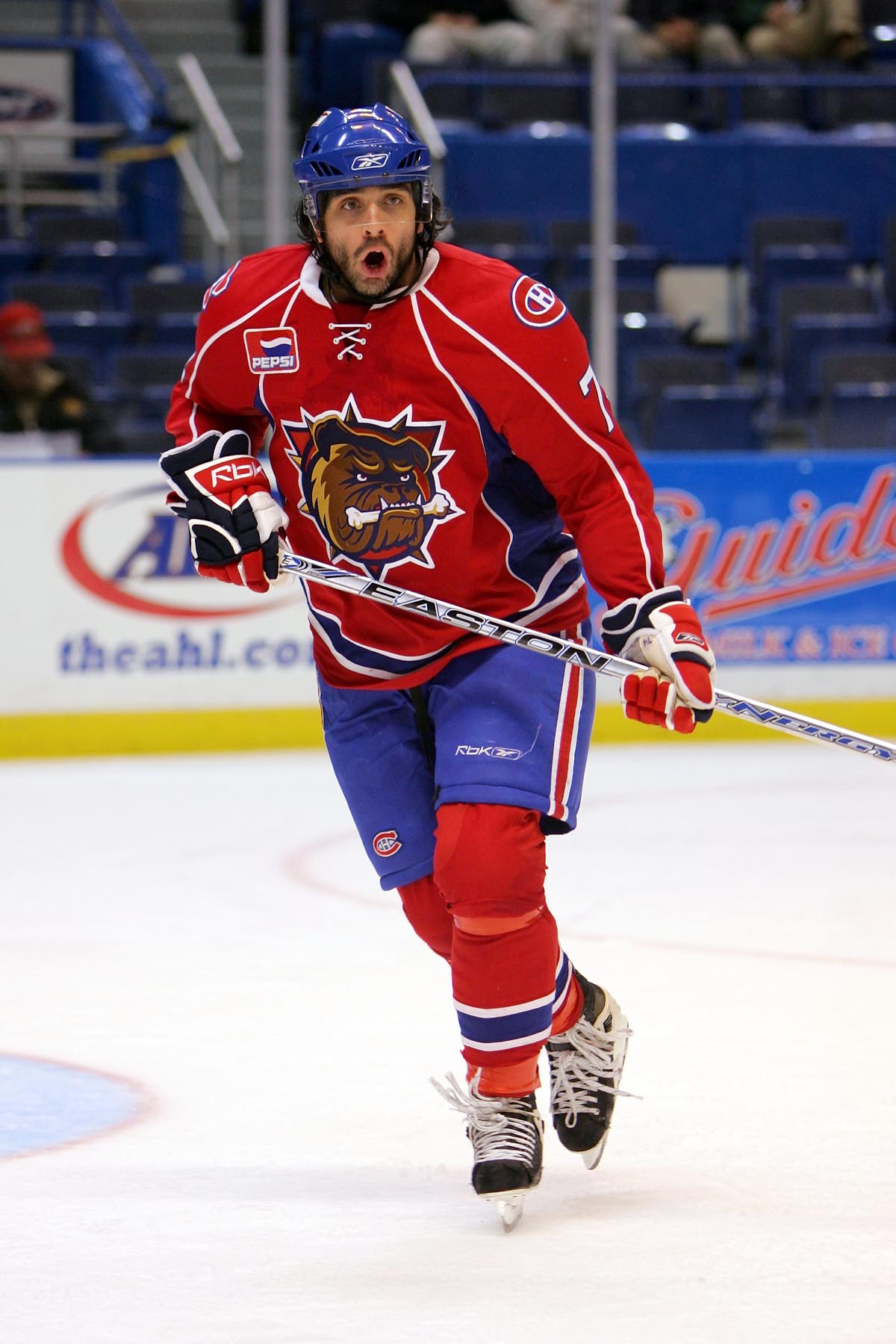
Joël Bouchard

Joël Bouchard, född 23 januari 1974 i Montréal, Québec, Kanada, är en ishockeyspelare (back) som spelade i NHL för New York Islanders.
Bouchard listades som nummer 129 i den sjätte rundan 1992 av Calgary Flam'''Fet text'''es. Det var också för den klubben som han debuterade i NHL säsongen 1994/1995. Han har därefter representerat flera andra klubbar som till exempel Nashville Predators, Phoenix Coyotes och New York Rangers. Bouchard har även representerat Kanada i VM.